# Contea di Stade

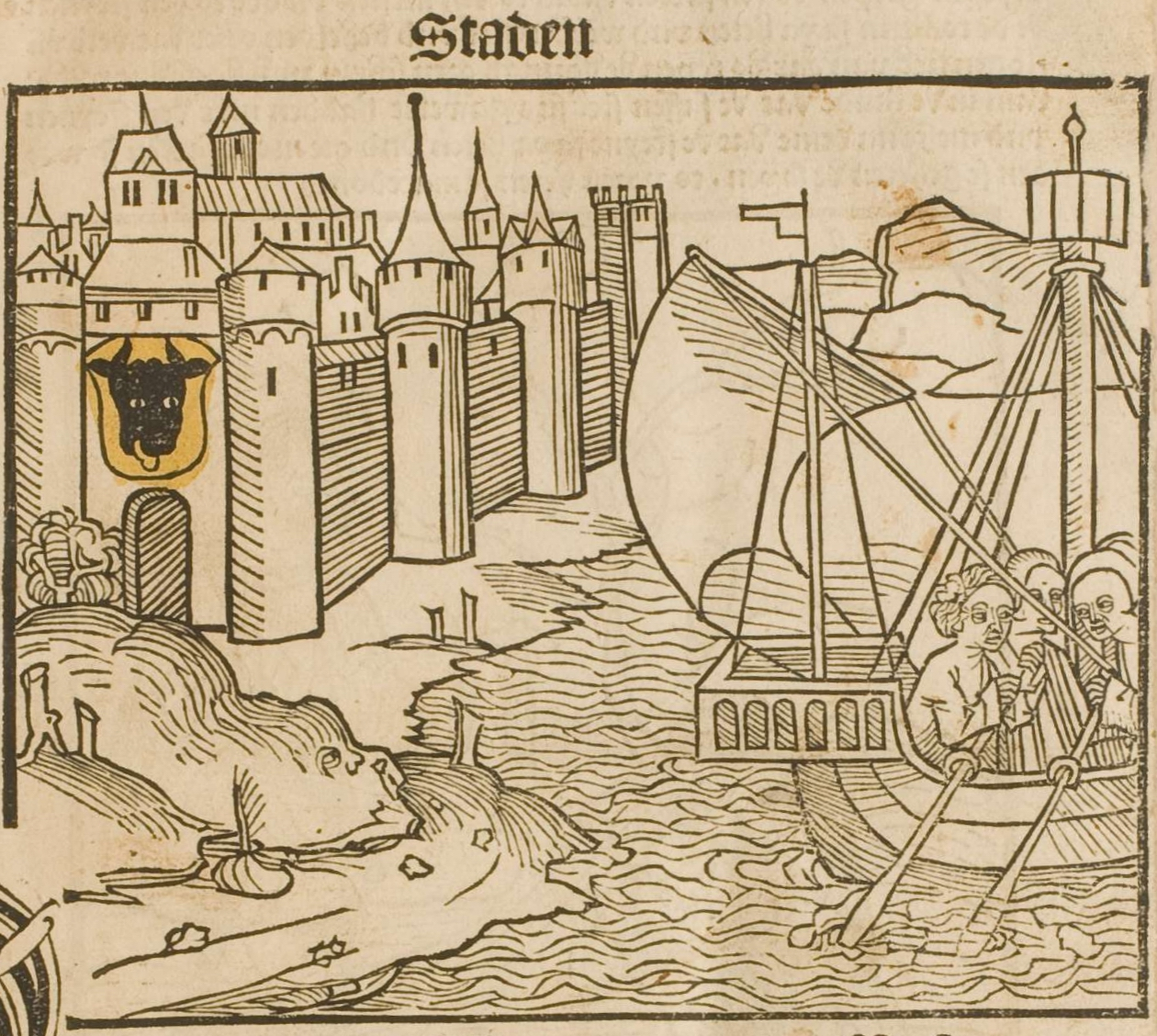
La città di Stade dopo il Cronecken der Sassen ("Cronache di Sassonia"); incunabolo di Peter Schoeffer, tipografo di Magonza.

La contea di Stade fu una contea del Sacro Romano Impero che copriva la valle inferiore dell'Elba e la cui fortezza principale era il castello di Stade. Il cronista Helmold di Bosau scrisse intorno al 1145 che all'altezza del castello di Stade, le due sponde dell'Elba appartengono al conte del luogo. Il paese fu tra il 944 e il 1144 (con interruzioni) roccaforte dei principi Odoniani, che furono alleati con le grandi famiglie nobili della Sassonia: la famiglia di Vitichindo, gli Immedingi, i Liudolfingi/Ottonidi e i Billunghi. Era più che altro un insieme di territori sconnessi, piuttosto che una contea in senso moderno: Adamo da Brema sostenne, nell'XI secolo, che la contea degli Odoniani era sparsa in tutta la diocesi di Brema-Amburgo. Sotto il regno di Lotario Udo I di Stade nel 1056, la contea entrò in un'unione personale con la marca del Nord, uno dei cuori della successiva marca di Brandeburgo. 

## Storia
Il primo conte fu Lotario I di Stade, che morì nella battaglia della landa di Luneburgo dell'880 assieme a molti altri esponenti della nobiltà sassone, come il duca di Sassonia Bruno. Gli succedette il figlio Lotario II di Stade. Alla sua morte nella battaglia di Lenzen, gli succedette Wichmann il Vecchio della dinastia dei Billunghi. 
Il conte Wichmann il Vecchio, fratello maggiore del futuro dux Ermanno Billung, margravio dei territori presi dagli slavi oboditi, lasciò inizialmente ai suoi due figli solo poche centinaia di acri di terra sulla riva sinistra dell'Elba, concentrati attorno a Harsefeld (antica capitale di Heilangau) vicino a Stade; questi primi Billunghi dovettero occuparsi fino alla morte del padre (circa 944) della difesa dei confini dell'Elba. Durante la minor età dei suoi due figli, Wichmann il Giovane e Ecberto il Guercio, Wichmann il Vecchio affidò la gestione delle loro terre a un fedele dell'imperatore, di nome Enrico, e che le fonti lo definiscono come conte (margravio) e legato imperiale e figlio del secondo conte di Stade, Lotario II; successive cronache lo chiameranno Enrico I il Calvo. Quando il conte Wichmann il Giovane prese possesso delle terre di suo padre, divenne conte di Stade, ma dovette combattere non solo le pretese di suo fratello Egberto, ma anche quelle di suo zio Ermanno Billung, candidato del re Enrico l'Uccellatore, e quelle del fratello Sigfrido (probabilmente cognato). 
È forse durante l'esilio di Wichmann il Giovane, e certamente alla morte di quest'ultimo nel 967, che il reggente Enrico I il Calvo riottenne finalmente la contea paterna di Stade. Egli fondò la dinastia degli Odoniani, che resse da quel momento la contea fino a Federico I di Stade. Nel 969 fece costruire un dongione a Harsefeld; suo figlio, Enrico il Buono, fece un baliato nel 1001-10 e 99 anni dopo, fu convertito in un'abbazia. Harsefeld divenne, intorno all'anno 1000, la necropoli degli Odoniani, la cui cittadella era la città di Stade. 
L'arcivescovo Adalberto di Brema riuscì nel 1063 a convincere gli Odoniani, margravi della marca del Nord dal 1056, a concedergli sussidi per la loro immediatezza imperiale. Così la contea di Stade divenne feudo dell'arcivescovado di Brema, e i principi odoniani divennero visconti per grazia dell'arcivescovo. 
Verso la fine dell'XI secolo, gli Odoniani abbandonarono il loro titolo di visconte per cederlo a uno dei loro ministeriali, Federico. La madre di Federico era una nobile angla, e suo padre era il conte Rinaldo, vassallo degli Odoniani. Nel 1106 Federico ottenne il riconoscimento del suo titolo dall'imperatore Enrico V, poi la concessione della contea di Stade e costrinse infine gli Odoniani a riconoscerlo come loro sovrano. 
Fu solo dopo la morte del conte Federico di Stade nel 1135 che con Rodolfo II di Freckleben, gli Odoniani riguadagnarono la contea. Il fratello di Rodolfo, Arduico, divenne canonico di Magdeburgo. Con la cessione della sua enorme eredità alla diocesi di Magdeburgo e alla diocesi di Amburgo-Brema, si assicurò la sua elezione a procuratore e persino arcivescovo di Brema. Nel 1144 gli fu concesso il titolo di prelato temporaneo nella contea di Stade, con la promessa di restituire queste terre all'arcivescovo alla sua morte. Il suo ex cognato, il conte palatino Federico, esercitò per lui la giustizia signorile . 
Il duca Enrico il Leone, tuttavia, decise che le pretese ereditarie e feudali verso la contea di Stade erano ammissibili e le prese in reggenza nel 1145. Nel corso degli anni, affidò la difesa della contea di Stade ai suoi vassalli, compresi i suoi stessi figli, fino a quando un trattato del 1219 riconobbe che alla morte del duca guelfo quella contea sarebbe tornata nei domini dell'arcidiocesi di Amburgo-Brema: cosa accadde effettivamente nel 1236. 

## Conti di Stade
- Lotario I di Stade (840-880)
- Lotario II di Stade (874-929)

 Billunghi 

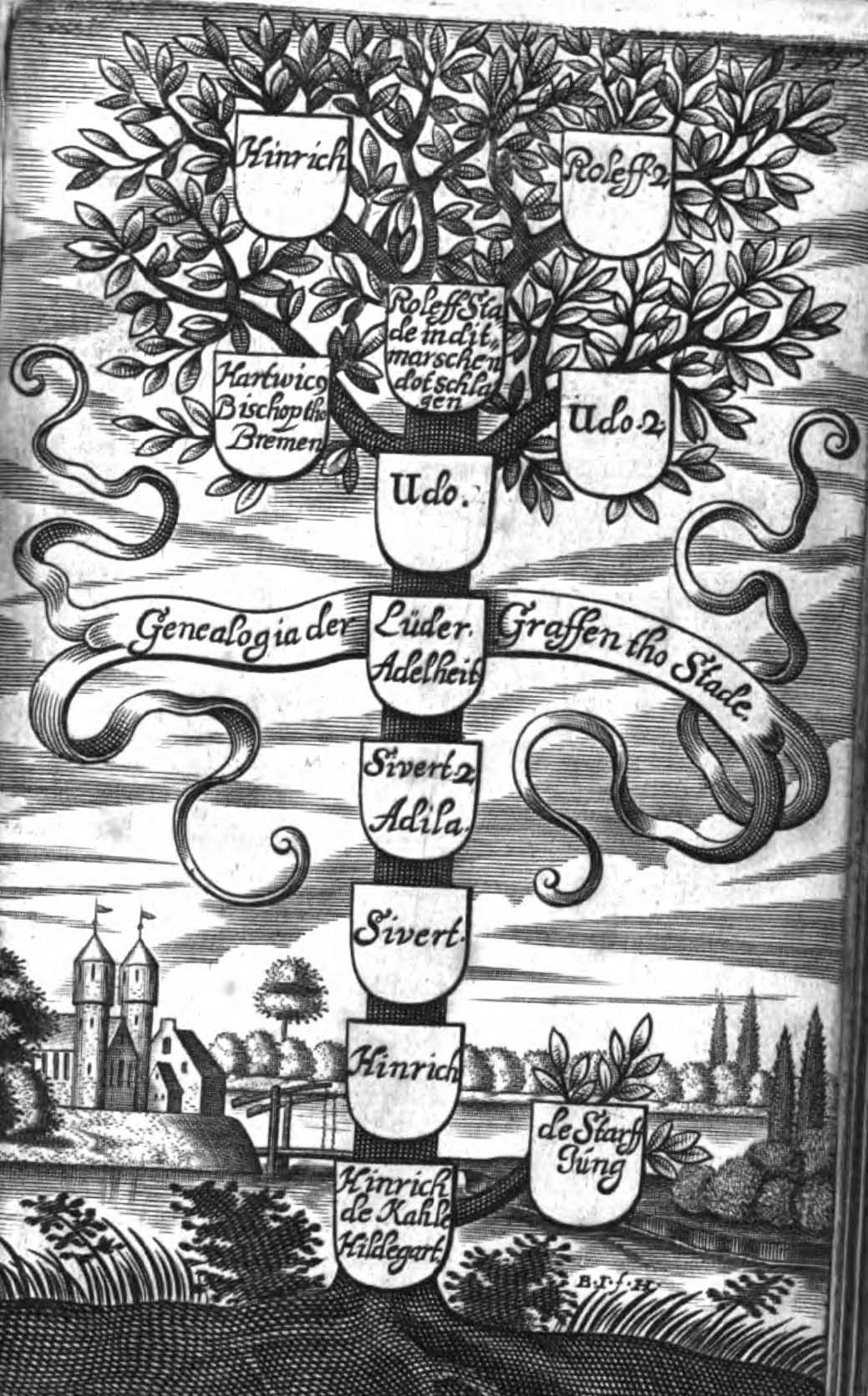
I conti di Stade

- Wichmann I il Vecchio, († prima del 944 circa), conte dell'Elba inferiore;
- Wichmann II il Giovane, † 967 ,? conte dell'Elba inferiore, figlio di Wichmann I il Vecchio;

Odoniani
- Enrico I il Calvo, † circa 975 (? 1001), (margravio e legato, figlio del conte Lotario I di Stade († 929)) (forse assieme al fratello Sigfrido I);
- Sigfrido I di Stade, conte di Stade, figlio di Lotario I di Stade (forse assieme al fratello Enrico I il Calvo);
- Enrico II il Buono, † 1016, fondatore dell'abbazia di Harsefeld, figlio di Enrico I il Calvo (assieme al fratello Lotario Udo I di Stade (?));
- Lotario Udo I di Stade, † 23 giugno 994 (assieme la fratello Enrico II il Buono (?));
- Sigfrido II di Stade;
- Lotario Udo II di Stade, † 1057, conte di Stade, margravio della marca del Nord nel 1056 come Lotario Udo I, figlio di Enrico II il Buono;
- Lotario Udo III di Stade, † 1082, conte di Stade e margravio della marca del Nord come Lotario Udo II, figlio di Lotario Udo II di Stade;
- Enrico III il Lungo, † 1087, conte di Stade e margravio della marca del Nord come Enrico I, figlio di Lotario Udo III;
- Lotario Udo IV di Stade, † 1106, conte di Stade e margravio della marca del Nord come Lotario Udo III, fratello di Enrico III il Lungo;
- Rodolfo I di Stade, † 1124, 1106 - ca. 1115, fratello di Lotario Udo III di Stade e di Enrico I e tutore di suo nipote Enrico IV di Stade. Non governò direttamente la contea, affidata in qualità di visconte a Federico di Stade;

 Altro 
- Federico di Stade, ministeriale e visconte di Stade dal 1106 circa al 1114, ribelle verso Enrico V ma liberato da questo (1115) o da Lotario III (1124), poi conte di Stade per gentile concessione dell'arcivescovo di Brema Adalbero del 1128 alla sua morte nel 1135;

 Odoniani 
- Enrico IV di Stade, figlio di Lotario Udo III di Stade, conte di Stade nel titolo dal 1114 al † 1128, margravio della marca del Nord come Enrico II;

 Altro 
- Federico di Stade (di nuovo) in qualità di conte dal 1128 al 1135

 Odoniani 
- Udo V (?), figlio di Rodolfo I, ?-1130, conte di Stade e margravio della marca del Nord come Udo IV;
- Rodolfo II Freckleben, figlio di Rodolfo I, 1135 - † 1144 conte di Stade;
- Arduico (Hartwig), † 1168, fratello di Rodolfo II, visdomino di Brema (1144-45) e conte di Stade, dal 1148 arcivescovo di Brema;

 Guelfi 
- Enrico il Leone, conte di Stade nel 1145
- Enrico V del Palatinato, figlio di Enrico il Leone.